# Navanax
Genre
Synonymes
- Navarchus J. G. Cooper, 1863[1] [2]
- Posterobranchaea d'Orbigny, 1835[1] [2]
- Posterobranchia d'Orbigny, 1835[1] [2]
- Posterobranchus d'Orbigny, 1835[1] [2]
- Strategus J. G. Cooper, 1862[1] [2]

Navanax est un genre de gastéropodes (limaces de mer) de la famille des Aglajidae.

## Liste des genres
Selon World Register of Marine Species (4 avril 2021) :
- Navanax aenigmaticus (Bergh, 1893)
- Navanax gemmatus (Mörch, 1863)
- Navanax inermis (J. G. Cooper, 1862)
- Navanax orbignyanus (Rochebrune, 1881)
- Navanax polyalphos (Gosliner & Williams, 1972)

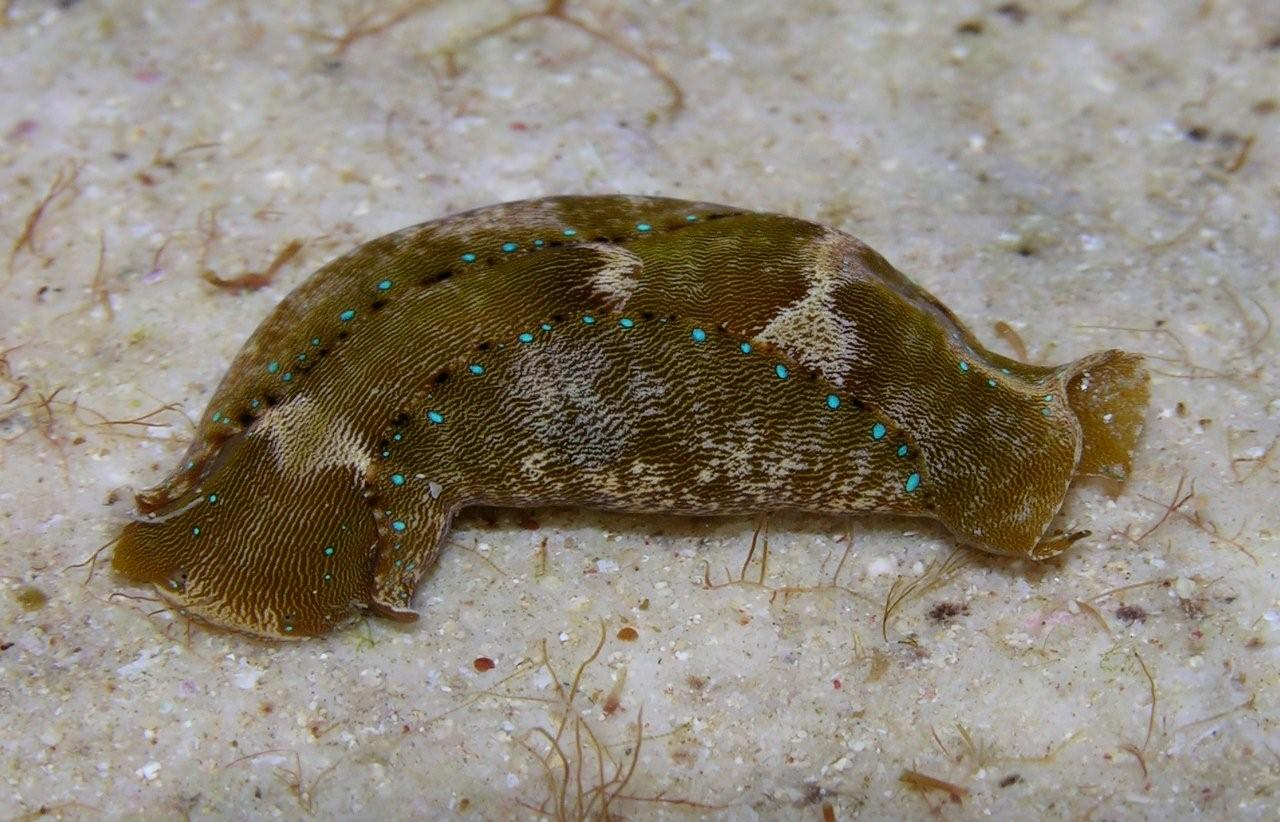
Navanax aenigmaticus.
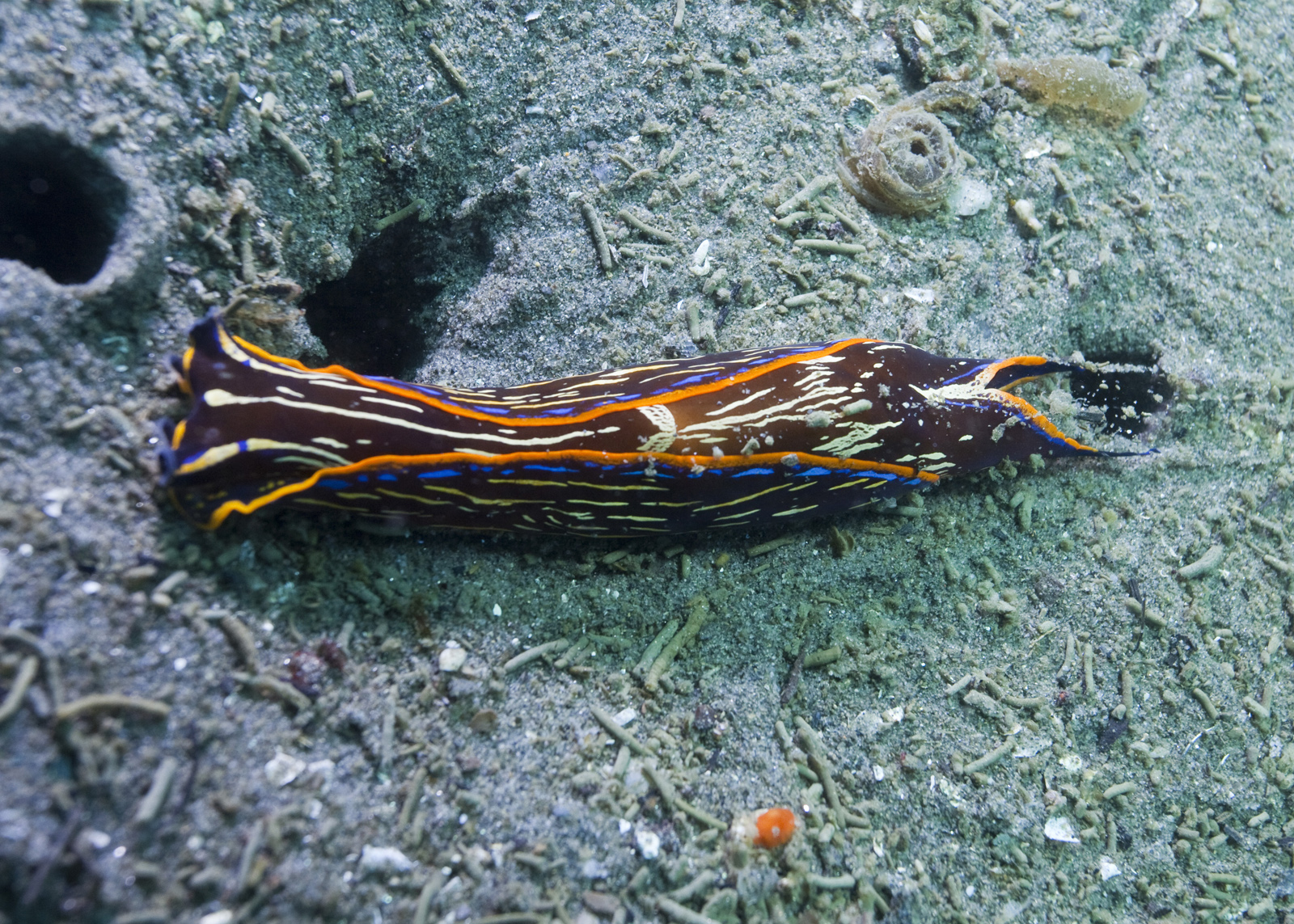
Navanax inermis.